# Liste der denkmalgeschützten Objekte in Eugendorf
Die Liste der denkmalgeschützten Objekte in Eugendorf enthält die 10 denkmalgeschützten, unbeweglichen Objekte der Salzburger Gemeinde Eugendorf im Bezirk Salzburg-Umgebung.

## Denkmäler
| Foto |                 | Denkmal                                                                                      | Standort                                              | Beschreibung | Metadaten |
| ---- | --------------- | -------------------------------------------------------------------------------------------- | ----------------------------------------------------- | --- | --- |
| ja   | Datei hochladen | Pfarrhof HERIS-ID: 15177 Objekt-ID: 11417                                                    | Dorf 21 Standort KG: Eugendorf                        | Der zweigeschoßige Pfarrhof mit einem Walmdach wurde 1787 erbaut. | BDA-Hist.: Q37771755 Status: § 2a Stand der BDA-Liste: 2025-06-30 Name: Pfarrhof GstNr.: .67 |
| ja   | Datei hochladen | Sog. Pestsäule HERIS-ID: 15173 Objekt-ID: 11413                                              | bei der Pfarrkirche Standort KG: Eugendorf            | Der spätgotische Achteckpfeiler mit Tabernakelaufsatz stammt aus dem Jahr 1393 und steht nahe der Kirche.                                                             | BDA-Hist.: Q37771689 Status: § 2a Stand der BDA-Liste: 2025-06-30 Name: Sog. Pestsäule GstNr.: 605/3 |
| ja   | Datei hochladen | Kath. Pfarrkirche hl. Martin HERIS-ID: 15147 Objekt-ID: 11385                                | Standort KG: Eugendorf                                | Die Kirche wurde 1736/1737 nach den Plänen des Hofmaurermeisters Tobias Kendler anstelle einer Vorgängerkirche gebaut, 1763 geweiht und 1857 zur Pfarrkirche erhoben. | BDA-Hist.: Q16785393 Status: § 2a Stand der BDA-Liste: 2025-06-30 Name: Kath. Pfarrkirche hl. Martin GstNr.: .68 Pfarrkirche Eugendorf                                                                       |
| ja   | Datei hochladen | Kath. Filialkirche hl. Georg HERIS-ID: 15178 Objekt-ID: 11418                                | Am Kirchberg 3 Standort KG: Kirchberg                 | → Hauptartikel : Filialkirche Eugendorf-St. Georg f1 | BDA-Hist.: Q16831359 Status: § 2a Stand der BDA-Liste: 2025-06-30 Name: Kath. Filialkirche hl. Georg GstNr.: 585 Filialkirche hl. Georg, Eugendorf                                                           |
| ja   | Datei hochladen | Wandgemälde vom Alten Konradinum von Karl Weiser sowie Gedenktafel HERIS-ID: 247515seit 2023 | Konrad Seyde-Straße 12 Standort KG: Eugendorf         | | BDA-Hist.: Q119231411 Status: § 57-Mandatsbescheid Stand der BDA-Liste: 2025-06-30 Name: Wandgemälde vom Alten Konradinum von Karl Weiser sowie Gedenktafel GstNr.: 834/2 Konradinum, Eugendorf, Wandgemälde |
| ja   | Datei hochladen | Bauernhof, Mühlberggut HERIS-ID: 15182 Objekt-ID: 11422                                      | Am Mühlberg 2 Standort KG: Eugendorf                  | 1370 erstmals erwähnter und 1681 instand gesetzter Paarhof, Mittelflurhaus mit Krüppelwalmdach, im Kern mittelalterlich.                                              | BDA-Hist.: Q37771824 Status: Bescheid Stand der BDA-Liste: 2025-06-30 Name: Bauernhof, Mühlberggut GstNr.: .35 Mühlberggut                                                                                   |
| ja   | Datei hochladen | Kath. Filialkirche hl. Leonhard in Mühlberg HERIS-ID: 15181 Objekt-ID: 11421                 | Am Mühlberg 3 Standort KG: Eugendorf                  | → Hauptartikel : Filialkirche St. Leonhard in Mühlberg f1 | BDA-Hist.: Q16831361 Status: § 2a Stand der BDA-Liste: 2025-06-30 Name: Kath. Filialkirche hl. Leonhard in Mühlberg GstNr.: .39/1 St. Leonhard in Mühlberg                                                   |
| ja   | Datei hochladen | Römische Villa Kraiwiesen HERIS-ID: 52877 Objekt-ID: 60591                                   | Steinmauern Standort KG: Neuhofen                     | Anmerkung: Das Areal der Villa wird heute großflächig von einem Golfplatz eingenommen.                                                                                | BDA-Hist.: Q38054743 Status: Bescheid Stand der BDA-Liste: 2025-06-30 Name: Römische Villa Kraiwiesen GstNr.: 1091, 1093, 1111, 1112, 1114, 1126, 1128                                                       |
| ja   | Datei hochladen | Kath. Filialkirche hl. Jakobus d. Ä. in Unzing HERIS-ID: 15179 Objekt-ID: 11419              | Unzingstraße 12 Standort KG: Neuhofen                 | → Hauptartikel : Filialkirche Unzing f1 | BDA-Hist.: Q16831363 Status: § 2a Stand der BDA-Liste: 2025-06-30 Name: Kath. Filialkirche hl. Jakobus d. Ä. in Unzing GstNr.: .48 Filialkirche Unzing                                                       |
| ja   | Datei hochladen | Burg Kalham HERIS-ID: 112462 Objekt-ID: 130655seit 2016                                      | Reitberg-Burgstall 27, nördlich Standort KG: Neuhofen | → Hauptartikel : Burgstall Kalham f1 | BDA-Hist.: Q1015806 Status: Bescheid Stand der BDA-Liste: 2025-06-30 Name: Burg Kalham GstNr.: 2022, 1996, 2023 Burgstall Kalham                                                                             |